# Могилевський Олександр Якович
Олександр Якович Могилевський (1885, Одеса, за іншими даними, Умань, Російська імперія — 1955, Токіо, Японія) — російський скрипач і педагог.

## Біографія
Початкову музичну освіту здобував в Одесі у Г. Фрімана, потім у Ростові-на-Дону у В. І. Саліна.
У 1898 році вступив до Московської консерваторії, де навчався під керівництвом Миколи Соколовського та Івана Гржималі і закінчив навчання по класу скрипки в 1909 році. Крім того, з 1905 по 1906 рік навчався в Петербурзькій консерваторії у Леопольда Ауера.
У Москві заснував популярний струнний квартет і завоював славу віртуоза і ансамбліста. Був дружний з Олександром Скрябіним, працював з Сергієм Кусевицький . У щоденникових записах Лева Толстого за 1 травня 1909 згадується :
|  | Приїхав Пастернак з дружиною (Роза Ісидорівна Пастернак, піаністка) і Могилевський. Олександром Могилевським та Леонідом Пастернаком були виконані: 8-ма соната зі скрипкою Бетховена, дві частини сонат Моцарта, менует Моцарта та арія Баха |

У 1910 році став професором Музично-драматичного училища Московського філармонічного товариства.
З 1920 по 1921 рік викладав у Московській консерваторії (серед його учнів — Дмитро Циганов). У ті ж роки керував Державним квартетом імені Страдіварі.
З 1922 року почав активну гастрольну діяльність за кордоном, викладав у Російській консерваторії в Парижі.
На початку 1930-х років емігрував до Японії. Був професором музичних інститутів Кунітаті і Тейкоку, викладав в Токійській консерваторії. Дружив з Федором Шаляпіним. Вважається, що Могилевський зіграв чималу роль у формуванні японської скрипкової школи.
У 1966 році в Токіо вийшла монографія японського скрипаля, учня Могилевського, Кійосі Като про нього «Душа музики».

## Родина
- Дружина — піаністка Надія Миколаївна Лейхтенберг.
- Брат — Леонід Якович Могилевський (1886—1950), один із засновників Одеської консерваторії, професор по класу труби. Його онук — піаніст Євген Могилевський[4].